# Mines ParisTech
Koordinaten: 48° 50′ 42″ N, 2° 20′ 21″ O
Die École nationale supérieure des mines de Paris (Abkürzung ENSM; auch École des mines de Paris, Mines Paris oder seit dem 22. April 2008 Mines ParisTech) ist eine Grande école für Ingenieure im 6. Arrondissement von Paris. Sie wurde 1783 auf Anordnung von Ludwig XVI. gegründet. Die École des mines ist eines der Gründungsmitglieder des Institut des sciences et technologies de Paris (ParisTech), einem Verbund elf verschiedener technischer Universitäten. Sie ist außerdem eines der Gründungsmitglieder der Université PSL.

## Geschichte

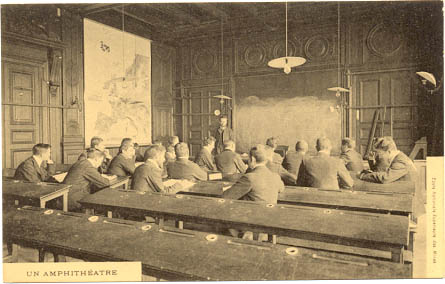
Studium im 19. Jahrhundert

Die erste École de Mines wurde nach einem Erlass des königlichen Rates am 19. März 1783 gegründet; ihr Quartier lag im Hôtel des Monnaies in Paris. Gründer und Direktor bis 1790 war Balthazar Georges Sage. Nach den Wirren der Französischen Revolution, in denen die Hochschule wieder aufgelöst worden war, erließ der Wohlfahrtsausschuss am 13. Messidor des Jahres II (2. Juli 1794) den Befehl zur Neugründung der Schule. Als Standort wurde am 23. Pluviôse des Jahres X (24. Januar 1802) Peisey-Nancroix in Savoyen bestimmt, das zu diesem Zeitpunkt zu Frankreich gehörte.
Nach den Ereignissen der Befreiungskriege wurde am 6. Dezember 1816 als Standort der Hochschule schließlich per Erlass Paris bestimmt. Die École de Mines wurde im Hôtel de Vendôme am Boulevard Saint-Michel untergebracht, der am Jardin du Luxembourg vorbeiführt, dem Ort, den ihr Hauptsitz auch heute noch einnimmt.
1967 wurden Teile der Schule nach Fontainebleau und Évry ausgelagert, und 1976 ein weiterer Teil in den Technologiepark Sophia Antipolis.

## Abschlüsse

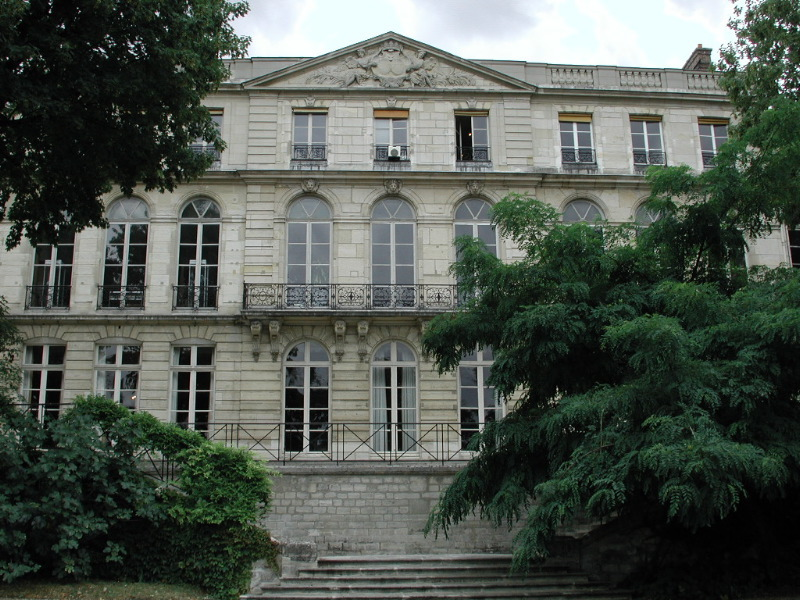
L’Hôtel de Vendôme, Hauptsitz der École des Mines

### Ingénieur civil (bac+5)
Die École nationale bildet qualifizierte Ingenieure mit breiten Kenntnissen auf einer Vielzahl von Tätigkeitsgebieten aus, so etwa in der Forschung und Entwicklung, Produktion und Unternehmensführung.
Im Ingenieurstudiengang, der im Englischen als „Master of Science und Executive Engineering“ bezeichnet wird, studieren etwa 400 Studenten, das entspricht 130 Diplomen pro Jahr.
Die Zulassung zu diesem Studiengang geschieht über eine Aufnahmeprüfung (Concours) nach dem Durchlaufen eines speziellen Schuljahres, das der Vorbereitung auf den Besuch einer der Grandes Écoles des Landes dient. Die wichtigste Aufnahmeprüfung ist der so genannte Concours commun Mines-Ponts. Im zweiten Jahr des Studienzyklus wird die Zahl der Teilnehmer durch den Beitritt von Studenten anderer Universitäten sowie einer nicht unerheblichen Zahl von ausländischen Studenten erhöht.

### Ingénieurs du corps des mines (bac+8)
Die Zulassung zum Ingénieur du corps des mines, einem der großen staatlichen Corps, hängt von den Ergebnissen ab, die in der École polytechnique erzielt wurden. Zusätzliche Studienplätze können über spezielle Zugangsprüfungen am Ende der École normale supérieure und an der École des mines de Paris errungen werden. Die Zahl der Studierenden beträgt etwa 50, und jedes Jahr legen etwa 16 Studenten die Diplomprüfung ab.

### Master (bac+5)
Über die Teilnahme am Master-Programm (DNM: Diplôme National de Master), das sowohl angewandte Ingenieurberufe wie auch wissenschaftliche Richtungen ermöglicht, entscheidet die bisherige Studienleistung und ein Einstellungsgespräch. Die Zahl der Studenten lag 2008 bei etwa 70.

### Master mit Spezialisierung (Postmaster)
Über die Teilnahme am Programm entscheidet die bisherige Studienleistung und ein Einstellungsgespräch. Im Jahr 2008 bot die Schule zwölf Vollzeitkurse und vier Teilzeitkurse an.
Die Anzahl der Studenten betrug Ende 2007 etwa 220. Seit 1987 wurde etwa 2000 Diplome vergeben.

### Doctorat (bac+8)
An der École des mines werden Promotionsabschlüsse in sieben Hauptdisziplinen mit insgesamt 19 Unterfächern vergeben. Hauptdisziplinen sind:
- Économie, Organisations, Société (EOS)
- Géosciences et Ressources Naturelles Paris (GRN)
- Information, Communication, Modélisation et Simulation (ICMS)
- Matériaux, Ouvrages, Durabilité, Environnement et Structures (MODES)
- Sciences Fondamentales et Appliquées (SFA)
- Sciences des Métiers de l’Ingénieur (SMI)
- Sciences et technologies de l’information et de la communication (STIC)

Die Zahl der Doktoranden beträgt etwa 500.

## Internationale Zusammenarbeit
Der Studiengang des Ingenieurs besitzt eine starke internationale Komponente:
- Die Studierenden können ein Semester ihres Studiums an ausländischen Universitäten verbringen (darunter die Technische Universität München, die RWTH Aachen,[9] das Massachusetts Institute of Technology (MIT), das California Institute of Technology (Caltech), die Universität Hongkong, die National University of Singapore (NUS), das Tokyo Tech, die Seoul National University).
- Das Ingenieurpraktikum wird verpflichtend im Ausland verbracht. 52,3 % der Praktika finden außerhalb Europas statt.
- Etwa fünfzehn ausländische Studenten kommen aus Partnereinrichtungen (chinesische, brasilianische, und russische Universitäten, MIT und andere); sie erwerben mit der Promotion im zweiten Jahr einen zusätzlichen Abschluss (Double Diplôme).
- Weitere fünfzehn Gaststudenten studieren im Rahmen eines Austauschprogramms wie dem Erasmus-Programm.
- Als Mitglied des Verbunds ParisTech bietet die École über das Athens-Programm zum Austausch von Studenten kurze Aufenthalte an anderen Universitäten von Europa.

An den anderen oben angeführten Studiengängen nimmt ebenfalls eine größere Zahl von ausländischen Studenten teil.

## Forschung
Die Forschung an der École besitzt einen starken Anwendungsbezug und gute Beziehungen zur Industrie.

Sie werden vor allem von der Gesellschaft Armines verwaltet, die in 16 Forschungszentren gegliedert ist, die sich auf fünf wissenschaftliche Hauptgebiete verteilen.
- Energiewirtschaft und Verfahrenskunde (Énergétique et génie des procédés)
- Materialwissenschaften und Rohstoffe (Sciences et Génie des Matériaux)
- Angewandte Mathematik, Informatik, Automation (Mathématiques Appliquées, Informatique, Automatique)
- Erd- und Umweltwissenschaften (Sciences de la Terre et de l’environnement)
- Wirtschafts- und Sozialwissenschaften (Sciences Économiques et Sociales)

Die École ist Mitbetreiber des Institut Carnot M.I.N.E.S.

## Bibliothek
Die Bibliothek wurde 1783 gegründet, um den Studenten eine anwendungsbezogene Literatur als Arbeitshilfe zur Hand zu geben. Während der Französischen Revolution wurde der Bestand durch eine Auswahl von Werken vervollständigt, die strikt danach ausgewählt wurden, ob sie einen Nutzen für Studenten und Professoren hatten. Diese Werke dokumentieren die Entwicklung der Mineralogie oder der Geologie. Viele davon sind nicht auf Französisch verfasst; vor allem deutsche Arbeiten nehmen einen großen Teil der alten Sammlungen ein.
Der Bestand vermehrte sich im 19. Jahrhundert unter anderem durch Ankäufe, Schenkungen und Erbschaften, außerdem durch den Austausch mit den damals entstehenden wissenschaftlichen Gesellschaften und den zeitgenössischen Forschungsrichtungen. Durch seine Ausrichtung war der Bibliotheksbestand pädagogisch orientiert und spiegelt im Wesentlichen den wirtschaftlichen (und den sozialen, mit einer deutlichen Hinwendung zum Saint-Simonismus) eher als den technischen Aspekt des Bergbaus wider.
1926 wurde anlässlich der Rückkehr des Croix de guerre zur Schule ein neuer Lesesaal von Marschall Foch eingeweiht. Heute besitzt die Bibliothek zwei Standorte, einen in Paris und einen in Fontainebleau (geowissenschaftliche Sammlung).

### Presses des Mines
1995 gründete die École des Mines de Paris ein Verlagshaus, die Presses de l’école des Mines. Der Verlag kann Arbeiten veröffentlichen, die andere Verlage wegen ihres geringen Verkaufspotentials nicht anbieten können. Viele der Arbeiten werden von Mitgliedern der École verfasst (Forscher, Professoren, Studenten).
Seit Februar 2009 ist der Verlag wegen einer Änderung seines rechtlichen Status eine Tochter von Armines. Der jetzt Les Presses des Mines genannte Verlag sucht nach internationalen Kooperationspartnern.

## Die Weltrangliste der Universitäten der Mines ParisTech
2007 und 2008 veröffentlichte MINES ParisTech ein internationales Ranking der Universitäten, das Classement International Professionnel des Etablissements d’Enseignement Supérieur, basierend auf dem Anteil der Universitätsabsolventen an den Exekutivkräften der 500 weltweit wichtigsten Unternehmen (Fortune Global 500). In dieser Rangliste nimmt Harvard den ersten Platz ein, gefolgt von ParisTech, Tokio und Stanford.

## Bekannte Absolventen
Akademiker & Wissenschaftler
- Maurice Allais (1911–2010), Nobelpreis für Wirtschaftswissenschaften, 1988
- Léon Walras (1834–1910), mathematischer Ökonom
- Georges Charpak (1924–2010), Nobelpreis für Physik 1992
- Ignacy Domeyko (1802–1889), Geologe, Mineraloge, Erzieher, Rektor der Universität von Chile
- Philippe Jamet (geboren 1961), Generaldirektor der IONIS Education Group
- Henri Poincaré (1854–1912), Mathematiker und Physiker
- Jean-Baptiste Élie de Beaumont (1798–1874), Begründer der Geologie, Wollaston-Medaille 1843
- Auguste Laurent (1808–1853), Chemiker, Vorreiter der modernen organischen Chemie
- Alfred-Marie Liénard (1869–1958), bekannt für das Liénard-Wiechert-Potential
- Louis Paul Cailletet (1832–1913), Physiker und Erfinder
- Jean-Jacques Favier (1949–), Astronaut
- Marie-Adolphe Carnot (1839–1920), französischer Chemiker, Bergbauingenieur und Politiker, nach dem das Uran-Erz Carnotit benannt ist.
- Sylvaine Neveu (geboren 1968), Chemikerin und wissenschaftliche Direktorin der Solvay-Gruppe

Wirtschaftsführer

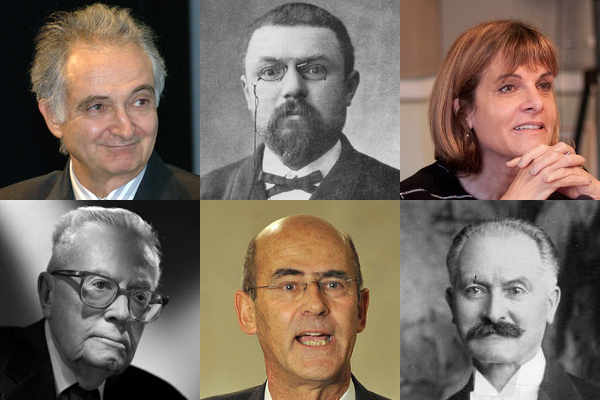
Von links nach rechts und von oben nach unten: Jacques Attali (Autor, Ökonom), Henri Poincaré (Mathematiker, Physiker), Anne Lauvergeon (Geschäftsführerin), Maurice Allais (Nobelpreis für Wirtschaftswissenschaften), Patrick Kron (Geschäftsführer) und Albert Lebrun (Präsident von Frankreich).

- Odile Hembise Fanton d’Andon, CEO von ACRI-ST (seit 2000)
- Anne Rigail, CEO von Air France (seit 2018)[11]
- Patrick Pouyanné, CEO von TotalEnergies (seit 2014)
- Jacques Aschenbroich, CEO von Valeo (seit 2009)
- Jean-Laurent Bonnafé, CEO von BNP Paribas (seit 2011)
- Tidjane Thiam, CEO von Credit Suisse (2015–2020)
- Carlos Ghosn, CEO von Nissan (2001–2018) und CEO von Renault-Nissan (2005–2018)
- Anne Lauvergeon, CEO von Areva (2001–2011)
- Thierry Desmarest, CEO von Total (1995–2010)
- Didier Lombard, CEO von France Télécom (2005–2010)
- Jean-Louis Beffa, CEO von Saint-Gobain (1986–2007)
- Jean-Martin Folz, CEO von PSA Peugeot Citroën (1995–2007)
- Denis Ranque, CEO von Thales Group (1998–2009)
- Noël Forgeard, ehemaliger CEO von Airbus (1998–2005) und EADS (2005–2006)
- Francis Mer, CEO von Usinor (1986–2001) und ehemaliger Finanzminister Frankreichs (2002–2004)
- Eckley Brinton Coxe (1839–1895), Eigentümer der Coxe Brothers and Company, Senator von Pennsylvania

Unternehmer
- Franck Le Ouay und Romain Nicolli, Mitbegründer von Criteo[12]

Politiker
- Alain Poher (1909–1996), Politiker, Präsident des Sénats, Präsident ad interim der Französischen Republik
- Jean-Louis Bianco (1943–), Generalsekretär des französischen Präsidenten (1982–1991), Sozialminister (1991–1992), Verkehrsminister (1992–1993), Abgeordneter des 1. Wahlkreises der Alpes de Haute Provence (1997–)
- Charles de Freycinet, Premierminister von Frankreich Ende des 19. Jahrhunderts
- Albert François Lebrun (1871–1950), Präsident von Frankreich
- Najla Bouden Romdhane (1958–), designierte Premierministerin von Tunesien (seit 2021)
- Adam Seybert (1773–1825), US-amerikanischer Kongressabgeordneter und Mineraloge